# Grenant
 Grenant  ist eine französische Gemeinde mit 150 Einwohnern (Stand 1. Januar 2022) im Département Haute-Marne in der Region Grand Est; sie gehört zum Arrondissement Langres und zum Kanton Chalindrey. Die Bewohner werden Grenantais und Grenantaises genannt.

## Geografie
Grenant liegt am Fluss Salon an der Grenze zum Département Haute-Saône, etwa 25 Kilometer südöstlich von Langres. Die Nachbargemeinden sind (von Norden im Uhrzeigersinn): Champsevraine, Saulles, Champlitte (Département Haute-Saône) und Coublanc.
Der Ort ist in den historischen Quellen der Via Francigena (Sigerich von Canterbury) belegt. Heute führt die Via Francigena jedoch durch den Nachbarort Coublanc weiter nach Dampierre-sur-Salon.

## Weblinks

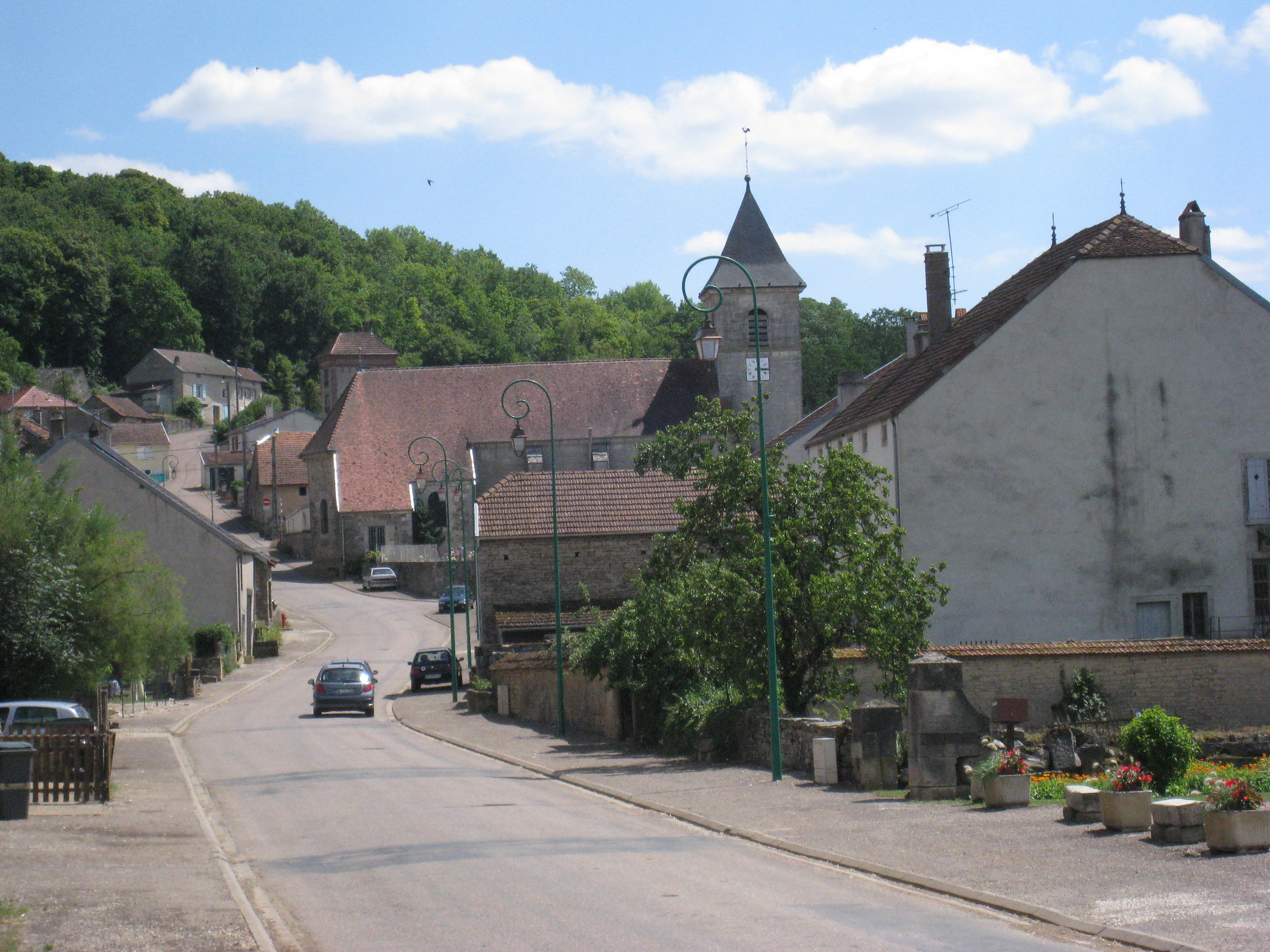
Ortsdurchfahrt von Grenant

## Bevölkerungsentwicklung
| Jahr      | 1962 | 1968 | 1975 | 1982 | 1990 | 1999 | 2010 | 2018 |
| Einwohner | 213  | 221  | 189  | 190  | 174  | 149  | 150  | 150  |